# Karl Heinrich von Hoym
Karl Heinrich Graf von Hoym ou comte Karl Heinrich von Hoym (18 juin 1694 – 22 avril 1736) est un diplomate et ministre du cabinet de l'électorat de Saxe, qui fut déshonoré et emprisonné, ce qui l'amena à se suicider.

## Biographie
Karl Heinrich von Hoym naît à Dresde dans la famille noble distinguée des von Hoym. Il est le plus jeune fils du baron Ludwig Gebhard von Hoym (de) et est frère du comte Adolph Magnus d'Hoym. Il est baptisé le 19 juin 1694 dans la chapelle de la Résidence (Residenzschloss Dresden) à Dresde.
Né baron (Freiherr) von Hoym, il est élevé le 18 juillet 1711 au rang de comte de l'Empire (Reichsgraf) — en même temps que ses trois frères.
Il entreprend le Grand Tour en 1713 et finit par s'installer à Paris, où il développe sa réputation pour être nommé envoyé saxon à la cour de Versailles en 1720, après la mort du précédent ambassadeur, Burkhard von Suhm, à la suggestion du premier ministre de Saxe, Jakob Heinrich von Flemming. En 1725, il est élevé au rang d'ambassadeur. Pendant son séjour à Versailles, il est proche du jeune Louis XV et de sa femme Maria Leszczyńska. Il acquiert une grande connaissance de la culture et de la littérature françaises, et se crée une importante bibliothèque privée. Lors des spéculations de John Law, il réussit à se constituer une fortune substantielle. En conséquence, grâce à sa position dans la société et sa richesse, Hoym décore son hôtel parisien de tapisseries, de porcelaines chinoises et saxonnes, de statues en bronze et, surtout, de peintures de grande valeur de grands maîtres renommés. Son impressionnante collection comprenait des œuvres de Guido Reni, Francesco Albani, Annibale Carracci, Peter Paul Rubens, Paul Bril et Claude le Lorrain, dont certaines ont ensuite été acquises par la Galerie royale de peinture (aujourd'hui Gemäldegalerie Alte Meister) à Dresde.
En 1729, Hoym retourne en Saxe, où Auguste le Fort l'avait nommé l'année précédente ministre du Cabinet du Departement Domestique de Saxe (Département des Affaires intérieures), dans lequel ses responsabilités comprennent la gestion des usines de porcelaine de Meissen.
Cependant, son comportement francisé lui fait de nombreux ennemis puissants. De plus, en tant que partisan d'une alliance de la Saxe avec la France et les puissances maritimes contre le Saint-Empire romain germanique, il attire l'attention hostile des cabinets de Berlin et de Vienne, encouragé par l'ambitieux chambellan Heinrich von Brühl. De plus, ses liens avec la cour de France et le père de la reine, Stanislas Leszczyński, prétendant au trône de Pologne, le mettent désespérément en opposition avec les ambitions des électeurs de Saxe concernant la Pologne. Les nombreux ennemis de Karl Heinrich, tant à l'intérieur du pays qu'à l'extérieur, le mettent à plusieurs reprises en disgrâce à la cour. En 1731, il est emprisonné pour diverses accusations, dont la déloyauté, mais en l'absence de toute preuve, il est libéré. En 1734, cependant, une autre accusation, apparemment forgée de toutes pièces, est portée contre lui, à savoir celle d'avoir mis enceinte sa propre nièce, la femme de Heinrich von Bünau. Il est de nouveau libéré, cette fois grâce à l'intervention du prince Aleksander Jakub Lubomirski (pl), mais en 1736, dans le contexte de la guerre de Succession de Pologne, il est arrêté une troisième fois pour trahison. Il est reconnu coupable, ses biens sont  confisqués et il est condamné à la réclusion à perpétuité.
Parmi ses biens confisqués figurent l'un des rares exemplaires connus du Theophrastus redivivus, un texte antireligieux du XVIIe siècle, qui est ensuite remis à la Bibliothèque nationale de France à Paris, où il se trouve encore aujourd'hui. Cependant, le livre aurait d'abord été acheté par Claude Sallier, qui en fait ensuite don à la bibliothèque nationale en 1741 ; cependant, son nom n'apparaît pas sur la liste des personnes qui ont acheté le livre lors de la vente aux enchères initiale d'août 1738 des biens de von Hoym, jetant l'ombre d'un doute quant à savoir si von Hoym possédait réellement l'exemplaire ou s'il avait été donné en son nom pour le discréditer.
Karl Heinrich von Hoym se suicide dans sa cellule de la forteresse de Königstein le 22 avril 1736.

## Remarques et références
1. ↑   Autrefois aussi épelé Carl
2. ↑  Adolph Magnus, Carl Siegfried (de) et Ludwig Gebhard (de)
3. ↑  Anonymous, Theophrastus redivivus, Bibliothèque nationale de France, 1600s (lire en ligne)